# Karl Weischedel
Karl Friedrich Weischedel (* 26. Juni 1907 in Feuerbach; † 1987) war ein deutscher Turner.

## Karriere
Er gehörte in den 1930er und 1940er Jahren zu den besten deutschen Turnern.
Bis März 1933 turnte er beim dem ATSB angeschlossenen Turnerbund Feuerbach, der 1946 in der Sportvg Feuerbach aufging, und anschließend beim Turnverein Feuerbach, der in der Deutschen Turnerschaft Mitglied war.
Am 10. Oktober 1934 turnte er in Pforzheim im Gaukampf Baden gegen Württemberg in der Württemberger Mannschaft.
Ende März/Anfang April 1938 turnte er als Mitglied der Deutschlandriege auf einer Werbereise in Österreich. Auf dieser Reise waren 36 deutsche Spitzenturner in zwei Deutschlandriegen versammelt. Bei den Deutschen Turnmeisterschaften 1941 wurde er Achter im Mehrkampf.